# Craquage
Pour les articles homonymes, voir Craquage (homonymie).
Le craquage (cracking en anglais) est, en pétrochimie, la thermolyse du pétrole et de ses dérivés liquides. L'opération consiste à casser une molécule organique complexe en éléments plus petits, notamment des alcanes, des alcènes, des aldéhydes et des cétones. Les conditions de température et de pression, ainsi que la nature du catalyseur sont des éléments déterminants du craquage.
En dehors de l'industrie pétrochimique, le craquage comprend toute dissociation induite d'une molécule (par exemple, le craquage de l'eau), à travers un processus tel que la thermolyse, la pyrolyse ou la photolyse.

## Historique
En 1855, les premières méthodes de craquage du pétrole sont proposées par le professeur de chimie Benjamin Silliman, Jr. de la Sheffield Scientific School (SSS) à l'université Yale.
La première méthode de craquage thermique, le procédé de craquage de Choukhov, a été inventée par l'ingénieur russe Vladimir Choukhov, dans l'Empire russe le 27 novembre 1891.
Eugène Houdry, un ingénieur français, invente le craquage catalytique et développe le premier procédé rentable après avoir émigré aux États-Unis. La première usine est construite en 1936. Son procédé fait doubler la quantité d'essence qui pouvait être produite à partir d'un baril de pétrole brut.

## Craquage catalytique
Le craquage catalytique en lit fluide retire du carbone à la charge craquée et donne principalement des essences et des oléfines (propylène, butylène) qui intéressent la chimie.
L'hydrocraquage ajoute de l'hydrogène à la charge craquée tout en la désulfurant et donne principalement du gazoil pour les moteurs Diesel et du kérosène pour les réacteurs d'avions. 
Contrairement à l'hydrocraqueur, le mode d'utilisation d'un catalyseur en lit circulant dans le craquage catalytique permet à ce catalyseur d'être régénéré et permet au craquage catalytique en lit fluide de faire de la conversion profonde en valorisant des résidus atmosphériques, nom donné au fond de tour non vaporisé des distillations atmosphériques.

## Hydrocraquage
L'hydrocraquage consiste à hydrogéner les molécules insaturées à l'aide d'hydrogène et en présence d'un catalyseur.
Le craquage catalytique en lit fluide utilise un catalyseur en lit circulant alors que l'hydrocraqueur travaille en lit fixe.
L'hydrocraqueur doit être arrêté pour renouveler le catalyseur contrairement au Craquage catalytique en lit fluide.
|  |

## Craquage alimentaire
Le craquage alimentaire consiste en la séparation des différents constituants d'une matière première agricole (céréales, lait, etc.) pour les utiliser dans la fabrication de produits alimentaires

## Cokéfaction
Un des procédés les plus simples pour la récupération de produits économiquement intéressants des résidus du raffinage et notamment de la distillation.